# António-Pedro Vasconcelos

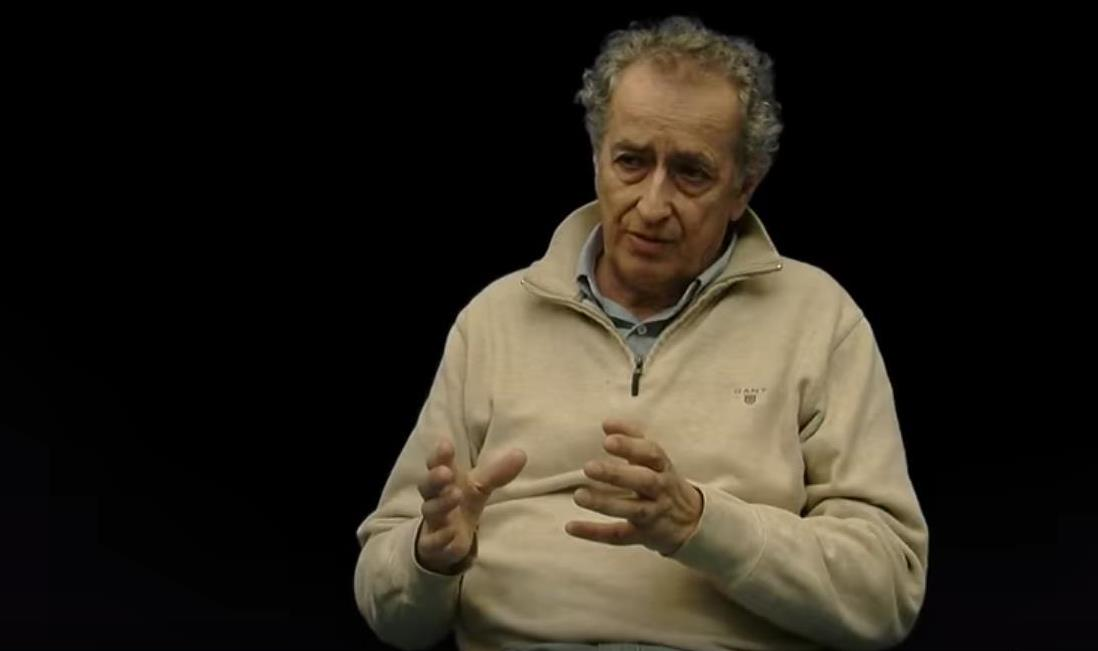
António-Pedro Vasconcelos, 2013

António-Pedro Saraiva de Barros e Vasconcelos (* 10. März 1939 in Leiria; † 5. März 2024 in Lissabon) war ein portugiesischer Filmregisseur und -produzent.

## Leben
António-Pedro Vasconcelos absolvierte seine Schullaufbahn in Coimbra, in Lissabon und im Jesuiteninternat von Santo Tirso. Sein 1957 begonnenes Jurastudium an der Universität Lissabon brach er nach drei Jahren ab, um sich ganz dem Film zu widmen. Von 1958 bis 1960 war er bereits im Vereinsvorstand des Filmklubs Cine-Clube Universitário de Lisboa. Auf Einladung von José Ernesto de Sousa wurde er dann Filmkritiker (sein erster Artikel aus Juli 1959 behandelte Viscontis Weiße Nächte von 1957) und assistierte ihm bei der Produktion von Werbefilmen.
Mit einem Stipendium der Stiftung Calouste Gulbenkian ging Vasconcelos 1961 nach Paris und studierte Film bei Georges Sadoul an der Sorbonne. 1963 ging er nach Italien, um Assistent bei Rossellini zu werden. Zurück in Portugal arbeitete er wieder als Journalist (u. a. für den Expresso) und drehte Werbefilme. 1967 drehte er dann seinen ersten Film, eine Dokumentation.
1969 gehörte Vasconcelos zu den Gründern des Centro Português de Cinema, dem er zwischen 1974 und 1975 vorstand und in dessen Rahmen er seinen ersten Spielfilm drehte: Perdido por Cem brachte die Alltagssprache der Jugend in den Film und sprach Themen wie Emigration und Wehrpflicht im Zeichen des portugiesischen Kolonialkriegs an. Die Geschichte wird, ähnlich wie 1963 der wegweisende Os Verdes Anos, anhand eines jungen Mannes erzählt, der nach Lissabon kommt, sich verliebt und an der Entwurzelung scheitert.
Vasconcelos war von 1973 bis 1974 Chefredakteur der Filmzeitschrift Cinéfilo, von 1978 bis 1981 war er als Dozent für Filmschnitt an der Filmschule des Nationalkonservatoriums tätig. Zwischen 1980 und 1981 war er der Leiter der Spielfilmredaktion des zweiten Fernsehkanals der RTP.
Vasconcelos schrieb auch Drehbücher (z. B. für Matar Saudades von Fernando Lopes) und arbeitete mit João Botelho an dessen Film Conversa Acabada.
1979 gründete Vasconcelos mit Paulo Branco die Filmproduktionsfirma V.O. Filmes, die Filme u. a. für Manoel de Oliveira, Wim Wenders, Alain Tanner, João César Monteiro, Raúl Ruiz und sich selbst produzierte.
In den 1980er Jahren kam unter den Filmschaffenden in Portugal verstärkt eine Diskussion um Kino als Kunst oder als Unterhaltung auf. Neben Regisseuren wie Luís Galvão Teles oder José Fonseca e Costa war auch Vasconcelos für ein Kino, welches das breite Publikum für den portugiesischen Film zurückgewinnt und sich nicht nur den Cineasten zuwendet. So verließ er die symbolisch-poetische Filmsprache des portugiesischen Films jener Zeit und suchte geradlinigere Erzählformen, ohne Konzessionen bei der Thematik zu machen. Sein Film O Lugar do Morto überraschte so das portugiesische Publikum; Kritik und Publikum nahmen ihn gleichermaßen gut an, und der Thriller wurde 1984 der erfolgreichste portugiesische Film seit 25 Jahren.
Mit Jaime drehte Vasconcelos 1999 einen weiteren publikumsträchtigen Film in geradliniger Erzählweise ohne Kompromisse bei der Thematik (Kinderarbeit und Soziale Ungleichheit). Der Film kam 2001 als Ras de bol auch in die französischen Kinos und erhielt Aufmerksamkeit und Wohlwollen der Kritik.
Nach dem ebenfalls publikumsträchtigen Os Imortais konnte Vasconcelos seine beiden folgenden Filme Call Girl (eine Korruptionsgeschichte unter Kommunalpolitikern) und A Bela e o Paparazzo (eine romantische Komödie, die die Boulevardpresse satirisch thematisiert) unter die 10 meistgesehenen portugiesischen Filme der Jahre 2004 bis 2012 platzieren. Maßgeblich beigetragen zum Erfolg hat die Besetzung der Hauptrolle in beiden Filmen mit Soraia Chaves, einem bekannten Ex-Model.
Im März 2024 starb Vasconcelos im Hospital da Luz in Lissabon.

## Filmografie
- 1967: Tapeçaria – Tradição Que Revive (Doku.)
- 1968: Indústria Cervejeira em Portugal – 2 (Doku.)
- 1968: Exposição de Tapeçaria (Doku.)
- 1969: 27 minutos com Fernando Lopes Graça (Doku.)
- 1971: Fernando Lopes Graça (Doku.)
- 1973: Perdido por Cem (mit José Cunha, Marta Leitão, Nuno Martins)
- 1974: Adeus, Até ao Meu Regresso (Doku.)
- 1975: As Armas e o Povo (Doku./Kollektiv-Arbeit)
- 1975: Cantigamente Nº2 (Folge der Fernsehserie)
- 1976: Emigr/Antes… e Depois? (Doku.)
- 1980: Oxalá („Hoffentlich“) (mit Manuel Baeta Neves, Judith Magre, Laura Soveral, Ruy Furtado)
- 1984: O Lugar do Morto (mit Ruy Furtado, Ana Zanatti, Luís Lima Barreto, Teresa Madruga, Manuela de Freitas)
- 1988: Formule 1 (Fernsehserie, Folgen 1 und 13)
- 1992: Aqui D’El Rei! (Fernsehfilm, mit Ludmila Mikaël, Arnaud Giovaninetti, Jean-Pierre Cassel, Julie Sergeant, José Coronado, Joaquim de Almeida, José Mário Branco)
- 1999: Jaime (mit Saúl Fonseca, Fernanda Serrano, Joaquim Leitão, Vítor Norte, Nicolau Breyner)
- 2003: Os Imortais („Die Unsterblichen“) (2003, mit Joaquim de Almeida, Emmanuelle Seigner, Nicolau Breyner, Rogério Samora, Alexandra Lencastre, Ana Padrão)
- 2007: Milú, a Menina da Rádio (Fernsehdokumentation)
- 2007: Call Girl (2007, mit Soraia Chaves, Joaquim De Almeida, Nicolau Breyner, Ivo Canelas)
- 2010: A Bela e o Paparazzo (mit Soraia Chaves, Marco D’Almeida, Virgílio Castelo, Nicolau Breyner, Ivo Canelas)
- 2014: Os Gatos Não Têm Vertigens (mit Maria do Céu Guerra, João Jesus, Fernanda Serrano, Nicolau Breyner, Ricardo Carriço)
- 2015: Amor Impossível (mit Victória Guerra, José Mata, Soraia Chaves, Ricardo Pereira)
- 2017: A Voz e os Ouvidos do MFA (Fernsehfilm, mit João de Brito, Daniel Viana, Pedro Pernas, Otelo Saraiva de Carvalho)
- 2018: Parque Mayer (mit Francisco Froes, Daniela Melchior, Diogo Morgado, Miguel Guilherme, Alexandra Lencastre)
- 2022: Km 224 (mit Ana Cristina de Oliveira, Pedro Hossi, José Fidalgo, Susana Arrais)

## Auszeichnungen
- 1973: Perdido por Cem – Preis der Filmklubs beim Festival in Toulon
- 1980: Oxalá – in der Auswahl der Biennale Venedig
- 1984: O Lugar do Morto – Sony-Preis für den besten Soundtrack beim Filmfestival in Huelva, Preis für besten männlichen Hauptdarsteller in Moskau
- 1999: Jaime – Preis der Jury beim Filmfestival San Sebastian, Portugiesischer Fernsehpreis Globo de Ouro für besten Film und beste Regie
- 2003: Os Imortais – Bester Film der Kategorie „Detektive“ beim Law & Society-Filmfestival Moskau
- 1998/1999: Präsident des Preiskomitees „Bestes Drehbuch“ der Europäischen Rundfunkunion UER.
- Jurymitglied der Filmfestivals Toulon (1982), Católica/Italien (1989), der Kanaren (2001) und Biarritz (2003)